# Улица Пионерстроя
Улица Пионерстро́я — улица в Красносельском районе Санкт-Петербурга. Проходит от Петергофского шоссе до проспекта Ветеранов.

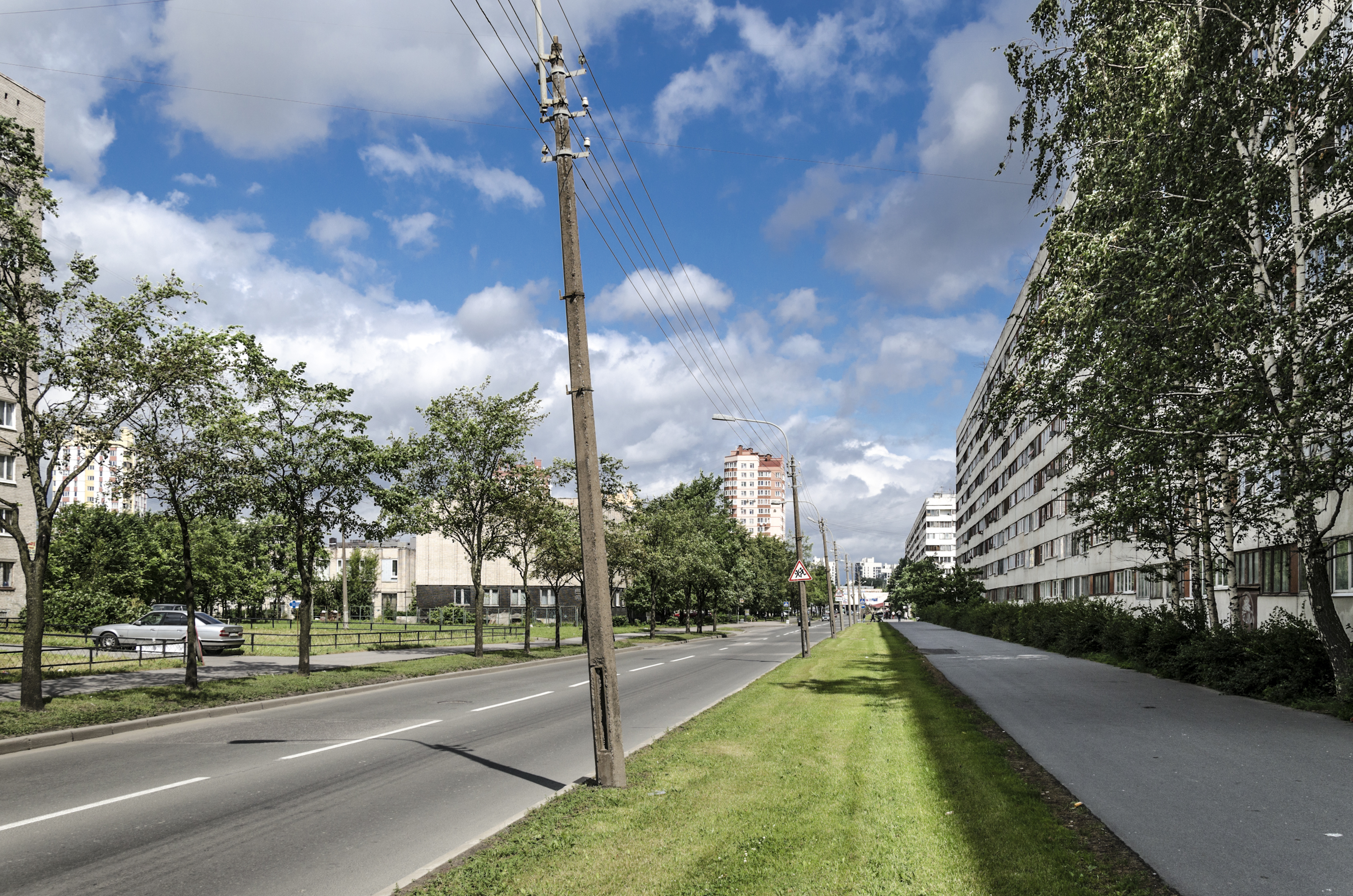
Улица Пионерстроя возле проспекта Ветеранов

## История

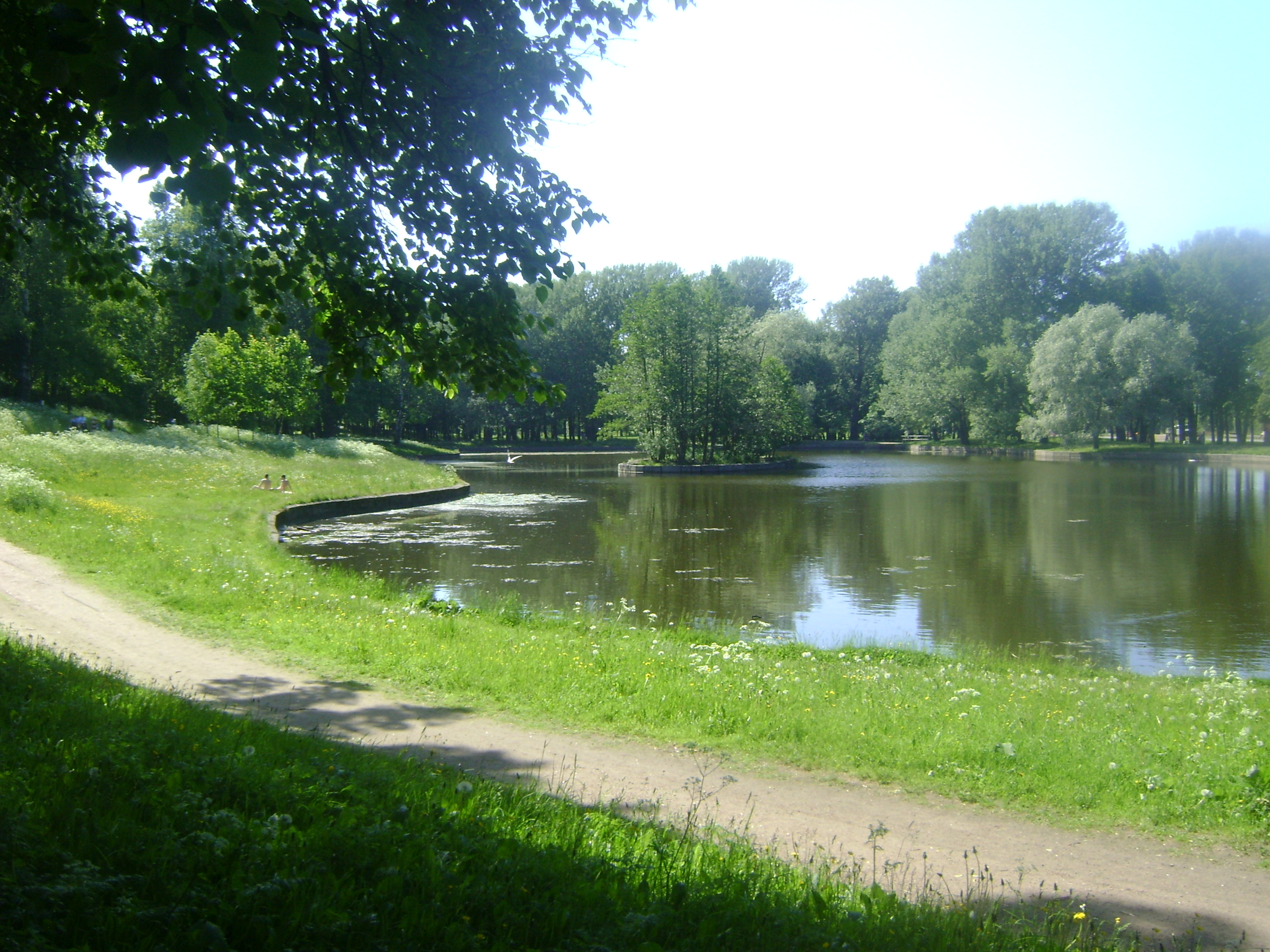
Парк Новознаменка

Перед началом Великой Отечественной войны на месте улицы Пионерстроя была грунтовая дорога совхоза «Пролетарский труд». Из-за того, что во время войны недалеко от неё проходил передний край обороны Ленинграда, в январе 1964 года дорога была названа улицей Переднего Края, а в июне 1971 года, по просьбе пионеров, улица получила название улицы Пионерстроя, в честь зарождавшегося в то время движения пионерстроевцев.

## Объекты
1. На пересечении улицы Пионерстроя и Петергофского шоссе по обеим сторонам улицы раскинулся парк Новознаменка.
2. На пересечении улицы Пионерстроя и проспекта Ветеранов расположено кольцо троллейбусов № 37 и 46.
3. Дом № 7 (конструкция из 3 домов, соединённых между собой арками) является вторым из самых длинных домов в Санкт-Петербурге. Его длина 700 м[1].

## Транспорт
1. Метрополитен: станция «Проспект Ветеранов».
2. Троллейбусы № 37, 46.
3. Автобусы № 68, 68А, 162, 163, 200, 210, 226, 229, 242, 343Э.
4. Маршрутное такси № 639Б.

## Пересекает следующие улицы и проспекты
1. Петергофское шоссе
2. улица Чекистов
3. Рогачёвский переулок
4. проспект Ветеранов